# 洪瑜暻
洪瑜暻（：／ Hong Yu Kyung；1994年9月22日—），韓國女歌手、設計師，曾為韓國女子團體Apink成員，2013年因學業問題而退出組合，於2019年重新以時裝設計師名義出道。

## 歷程
洪瑜暻出生於首爾特別市銅雀區黑石洞，其父洪河鐘（音譯）為韓國交易所上市公司DSR製鋼代表理事。
在公演中奪得第一後於2011年4月19日成為A Cube娛樂旗下女子流行音樂團體Apink其中一員並正式出道。
2013年2月7日，與Apink成員孫娜恩共同於首爾公演藝術高中畢業，成員金南珠及吳夏榮同時為該校在讀學生。
3月，作為中央大學演藝演技學系13年級新生入學。
4月23日，經紀公司發表聲明，公司和剛升讀大學的洪瑜暻在演藝事業和學業兩者之間作出了洪瑜暻退出Apink的決定。
5月3日，洪瑜暻的父親公開表示洪瑜暻是被強制退出，對此經紀公司予以否認。

## 演出作品

### MV
- 2012年：《May Day》－Mario（朝鲜语：마리오 (1982년)）（與許閣、朴初瓏（Apink）、尹普美（Apink）、孫娜恩（Apink）、金南珠（Apink）、吳夏榮（Apink））[7]

## 外部連結
- 洪瑜暻的X（前Twitter）
- 洪瑜暻的Instagram帳戶